# Tianjin Tower
La Tianjin Tower, également appelé Tianjin World Financial Center ou Tour Jin (chinois : 津塔), est un gratte-ciel situé à Tianjin, dans le district de Heping, sur les bords de la rivière Hai He.
Il mesure 336,9 mètres pour 74 étages aériens et 4 souterrains. La superficie de son mur-rideau est de 215 000 m2. Il est le premier building de la ville à être équipé de doubles ascenseurs à deux étages. Sa construction s'est terminée le 14 janvier 2010, il a ouvert en 2011. Il est la propriété de la Financial Street Holding (en) et est géré par JLL.
Les architectes sont l'agence américaine Skidmore, Owings and Merrill et l'agence chinoise East China Architectural Design & Research Institute